# کلمنز
کلمنز (به انگلیسی: Colman's)، یک شرکت انگلیسی تولیدکننده خردل و سس‌های دیگر است که از سال ۱۸۱۴ فعالیت خود را آغاز کرد. این شرکت که اکنون متعلق به یونیلیور است، برای ۱۶۰ سال در نوریچ، نورفک مستقر بود. کلمنز، بیشتر یکی از قدیمی‌ترین برندهای غذایی موجود است. این شرکت در اوایل دهه ۱۸۰۰ توسط جرمیا کلمن تأسیس شد و برای ایجاد طعم تند، خردل قهوه‌ای را با خردل سفید ترکیب کرد.